# Pello Urizar Karetxe
Pello Urizar Karetxe (Arrasate, Guipúscoa, 1968) és un polític basc, que fou secretari general d'Eusko Alkartasuna (EA) entre 2009 i 2019.
Enginyer tècnic en electrònica i informàtica de professió, ha desenvolupat la seva carrera professional en l'àmbit de les cooperatives. Actualment treballa en una cooperativa de serveis d'ençà que la va fundar el 1999 juntament amb altres socis. Sent militant de Gazte Abertzaleak (la branca juvenil del partit), ocupà el càrrec de Secretari General entre 1996 i 1998, període durant el qual formà part per altra banda de l'Executiva Nacional d'EA. Actualment és membre de l'Executiva Regional guipuscoana des del 2000, regidor a l'Ajuntament del seu poble natal i Secretari General del partit, després que fos escollit en el Congrés Nacional de juny de 2009 a Vitòria. El 2017 Urizar va aconseguir revalidar el càrrec de secretari general d'EA per un ajustat marge respecte l'altre candidat, Maiorga Ramírez. El 2019 va presentar la seva dimissió.